# Kanton Atacames
Der Kanton Atacames befindet sich in der Provinz Esmeraldas im Nordwesten von Ecuador. Er besitzt eine Fläche von 508,8 km². Im Jahr 2022 lag die Einwohnerzahl bei rund 51.200. Verwaltungssitz des Kantons ist die Kleinstadt Atacames mit 15.463 Einwohnern (Stand 2010). Der Kanton Atacames wurde am 21. November 1991 eingerichtet.

## Lage
Der Kanton Atacames liegt an der Pazifikküste im Nordwesten der Provinz Esmeraldas. Der Kanton reicht etwa 23 km ins Landesinnere. Das Areal wird nach Norden zum Meer hin entwässert. Die E15 (Esmeraldas–Manta) durchquert den Kanton.
Der Kanton Atacames grenzt im Osten und im Südosten an den Kanton Esmeraldas sowie im Südwesten und im Westen an den Kanton Muisne.

## Verwaltungsgliederung
Der Kanton Atacames ist in die Parroquia urbana („städtisches Kirchspiel“)
- Atacames

und in die Parroquias rurales („ländliches Kirchspiel“)
- La Unión
- Súa (Verwaltungssitz in La Bocana)
- Tonchigüe
- Tonsupa

gegliedert.

## Geschichte
Entwicklung der Einwohnerzahl im Kanton Atacames bei landesweiten Volkszählungen zum jeweiligen Gebietsstand:
| Jahr                    | Einwohner | +/-    |
| ----------------------- | --------- | ------ |
| 2001                    | 30.267    | –      |
| 2010                    | 41.526    | 37,2 % |
| 2022                    | 51.204    | 23,3 % |
| Datenherkunft: Wikidata |           |        |